# Rapala hinomaru
Rapala hinomaru är en fjärilsart som beskrevs av Fujioka 1970. Rapala hinomaru ingår i släktet Rapala och familjen juvelvingar. Inga underarter finns listade.